# Carl Mortensen
Carl Mortensen   (Christiania, 2 de març de 1919 - Oslo, 1 de novembre de 2005) va ser un regatista noruec que va guanyar una medalla olímpica.
El 1952 va prendre part en els Jocs Olímpics d'Estiu de Hèlsinki, on guanyà la medalla de plata en la categoria de 6 metres del programa de vela. A bord de l'Elisabeth X compartí equip amb Finn Ferner, Johan Ferner, Erik Heiberg i Tor Arneberg.